# Cuaespinós vulpí
El cuaespinós vulpí (Cranioleuca vulpina) és una espècie d'ocell de la família dels furnàrids (Furnariidae).
Viu als canyars, matolls, i densa vegetació baixa, normalment a prop de l'aigua de les terres baixes, per l'est dels Andes, est de Colòmbia i centre i est de Veneçuela, cap al sud, a través de nord i centre del Brasil fins l'est de Perú i nord de Bolívia.